# Équipe de France féminine de basket-ball en 2021

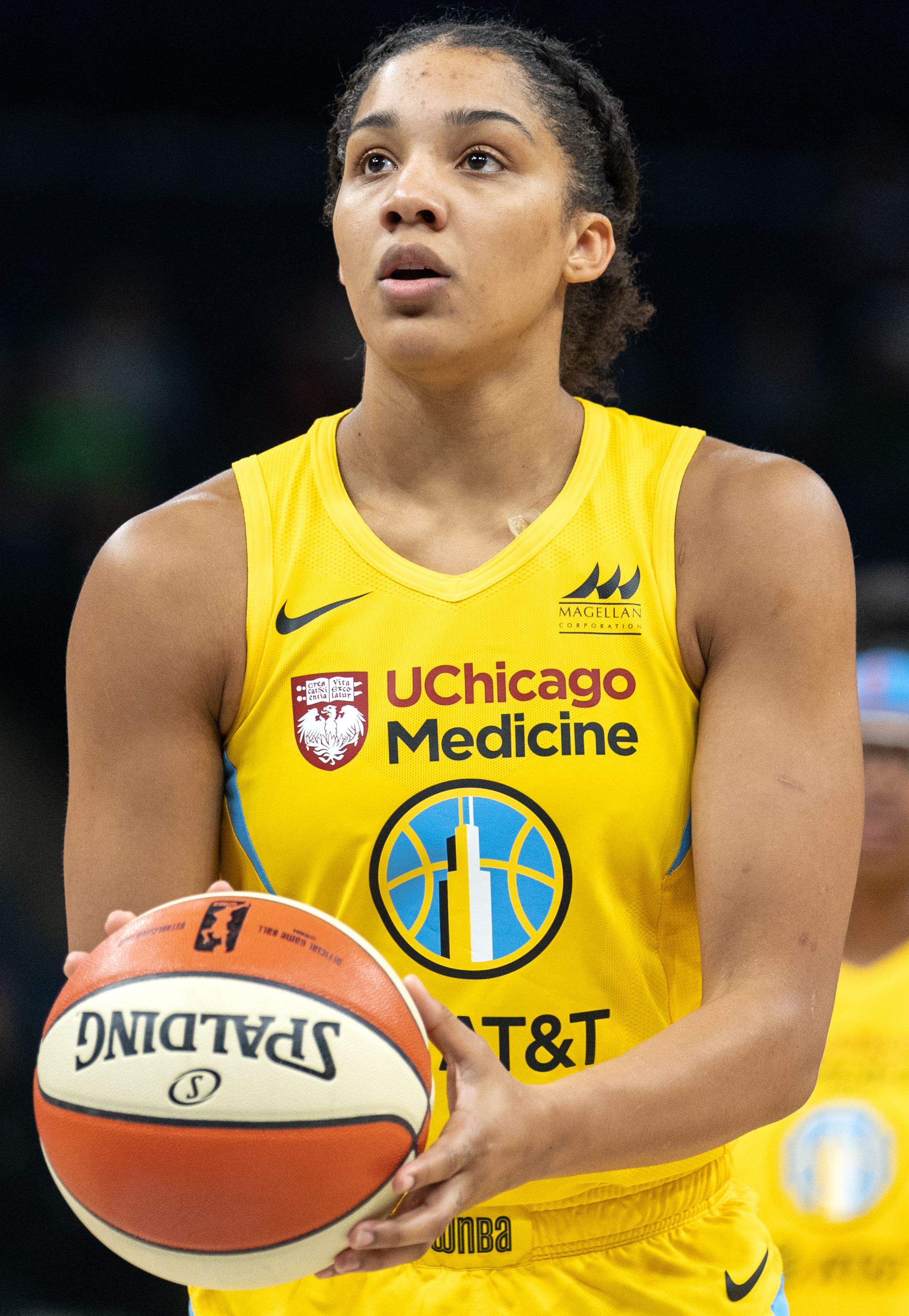
Gabby Williams, nouvelle venue en équipe de France.

L’équipe de France dispute en 2021 deux compétitions majeures : le championnat d’Europe 2021, dont elle est médaillée d'argent, suivie du tournoi des Jeux olympiques 2020, dont elle est médaillée de bronze. En poste depuis huit ans, Valérie Garnier n'est pas reconduite à la tête de la sélection et se voit remplacée en octobre par Jean-Aimé Toupane.

## Contexte
L'équipe de France aborde l'année 2021 dans un contexte inédit de devoir enchaîner deux compétitions internationales : le championnat d'Europe (dont les six premières sont qualificatives pour la Coupe du monde 2022) puis le tournoi olympique, ce dernier ayant été décalé d'une année en raison de la pandémie de Covid-19. 
Vice-championne d'Europe en  2013, 2015, 2017 (battue en finale par la Serbie) et 2019 (battue par l'Espagne), la France souhaite cette fois reconquérir l'or qui lui échappe depuis 2009. Entraînée par Valérie Garnier depuis 2013, l'équipe peut compter sur ses principaux éléments de 2019, à l'exception de l'arrière franco-américaine Bria Hartley pas encore remise d'une blessure au genou contractée durant la saison WNBA 2020. Son forfait permet à Garnier de sélectionner pour la première fois l'ailière franco-américaine Gabby Williams. Absentes sur blessures en 2019, Helena Ciak, Sarah Michel et Diandra Tchatchouang sont de retour, de même que la berruyère Alix Duchet déjà vue à la Coupe du monde 2018 qui prend le dessus sur Ingrid Tanqueray. Sans club durant l'hiver après son titre en Australie, la meneuse Olivia Époupa a repris la compétition avec succès avec le club de Charnay,. 
Vainqueure du tournoi préolympique de Bourges en février 2020, la France est qualifiée pour les Jeux olympiques pour la troisième fois consécutive. Après la médaille d'argent de 2012, la France brigue de nouveau une médaille dans une compétition dominée par les États-Unis depuis 1996,.

## Championnat d’Europe 2021
La naturalisée Bria Hartley étant indisponible en raison d’une blessure, l'autre franco-américaine Gabby Williams est appelée par la sélectionneuse Valérie Garnier. Alors que Valérie Garnier n’envisageait sa sélection qu’après les Jeux olympiques de Tokyo, elle a changé d’avis au vu de « ses performances très relevées au plus haut niveau. J’ai pris contact avec elle le 2 mars. J’ai été face à une joueuse déterminée qui m’a fait part d'une volonté très forte. Jouer pour le groupe France est l’une de ses priorités ».
Quatorze joueuses sont convoquées lors de la préparation pour le championnat d’Europe, ainsi que deux partenaires d’entraînement, Clarince Djaldi-Tabdi et Tima Pouye. Après une préparation soldée par six victoires en autant de matches, Valérie Garnier annonce la liste des douze joueuses retenues, Marine Fauthoux et Aby Gaye quittant le groupe :
| Poste         | Numéro | Joueuse                 | Naissance        | Taille | Matchs | Points | Club 2020-2021       |
| ------------- | ------ | ----------------------- | ---------------- | ------ | ------ | ------ | -------------------- |
| meneuse       | 0      | Olivia Époupa           | 30 avril 1994    | 1,65 m |        |        | Charnay-lès-Mâcon    |
| intérieure    | 5      | Nwal-Endéné Miyem       | 15 mai 1988      | 1,88 m |        |        | Charleville-Mézières |
| ailière       | 6      | Alexia Chartereau       | 5 septembre 1998 | 1,89 m |        |        | Bourges              |
| intérieure    | 7      | Sandrine Gruda          | 25 juin 1987     | 1,93 m |        |        | Schio                |
| intérieure    | 8      | Helena Ciak             | 15 décembre 1989 | 1,95 m |        |        | Lyon                 |
| ailière       | 10     | Sarah Michel            | 10 janvier 1989  | 1,80 m |        |        | Bourges              |
| ailière       | 11     | Valériane Vukosavljević | 29 avril 1994    | 1,84 m |        |        | Basket Landes        |
| intérieure    | 12     | Iliana Rupert           | 12 juillet 2001  | 1,91 m |        |        | Bourges              |
| arrière       | 15     | Gabby Williams          | 9 septembre 1996 | 1,80 m |        |        | Sopron               |
| arrière       | 23     | Marine Johannès         | 21 janvier 1995  | 1,77 m |        |        | Lyon                 |
| meneuse       | 30     | Alix Duchet             | 30 décembre 1997 | 1,63 m |        |        | Bourges              |
| ailière       | 93     | Diandra Tchatchouang    | 14 juin 1991     | 1,89 m |        |        | Lattes-Montpellier   |
| intérieure    | 3      | Aby Gaye                | 3 février 1995   | 1,95 m |        |        | Landes               |
| meneuse       | 4      | Marine Fauthoux         | 23 janvier 2001  | 1,73 m |        |        | Lyon                 |
| ailière forte | 9      | Clarince Djaldi-Tabdi   | 6 décembre 1995  | 1,84 m |        |        | Villeneuve-d’Ascq    |
| arrière       | 32     | Tima Pouye              | 7 avril 1999     | 1,74 m |        |        | Charleville-Mézières |

- Entraîneuse : Valérie Garnier
- Assistants :  Olivier Lafargue, Grégory Halin, Rachid Meziane

Déjà qualifiées pour l'Euro comme pays organisateurs, la France et l'Espagne devaient profiter de la fenêtre internationale du 31 janvier 8 février pour s'étalonner, mais la découverte d'un cas de Covid-19 chez un membre de l'encadrement espagnol contraint à annuler les deux rencontres amicales prévues les 5 et 7 février à Toulouse.
| Date                                   | Lieu     | Adversaire | Score     | Compétition | Meilleure marqueuse (France)        |
| -------------------------------------- | -------- | ---------- | --------- | ----------- | ----------------------------------- |
| Du 16 au 24 mai – Stage à Toulouse     |          |            |           |             |                                     |
| 23 mai                                 | Toulouse | Espagne    | V 66–57   | Préparation | Alexia Chartereau (15 points)       |
| 24 mai                                 | Toulouse | Espagne    | V 72–45   | Préparation | Gabby Williams (13 points)          |
| Du 28 mai au 6 juin – Stage à Mulhouse |          |            |           |             |                                     |
| 1er juin                               | Mulhouse | Italie     | V 69–61ap | Préparation | Valériane Vukosavljević (15 points) |
| 2 juin                                 | Mulhouse | Italie     | V 70–53   | Préparation | Nwal-Endéné Miyem (14 points)       |
| 4 juin                                 | Mulhouse | Suède      | V 77–61   | Préparation | Sandrine Gruda (21 points)          |
| 5 juin                                 | Mulhouse | Suède      | V 71–51   | Préparation | Sandrine Gruda (13 points)          |

| Date    | Lieu       | Adversaire         | Score    | Compétition     | Meilleure marqueuse (France)        |
| ------- | ---------- | ------------------ | -------- | --------------- | ----------------------------------- |
| 17 juin | Strasbourg | Croatie            | V 105–61 | Premier tour    | Nwal-Endéné Miyem (18 points)       |
| 18 juin | Strasbourg | République tchèque | V 71–51  | Premier tour    | Sandrine Gruda (16 points)          |
| 20 juin | Strasbourg | Russie             | V 85–59  | Premier tour    | Alix Duchet (12 points)             |
| 23 juin | Strasbourg | Bosnie-Herzégovine | V 80–67  | Quart de finale | S. Gruda, M. Johannès (15 points)   |
| 26 juin | Valence    | Biélorussie        | V 73–61  | Demi-finale     | Nwal-Endéné Miyem (24 points)       |
| 27 juin | Valence    | Serbie             | D 54–63  | Finale          | Valériane Vukosavljević (15 points) |

## Jeux olympiques de Tokyo
Le tirage au sort envoie la France dans un groupe relevé avec les Américaines championnes en titre, le pays hôte le Japon et les championnes d'Afrique, le Nigeria.
Quinze joueuses sont convoquées lors de la préparation des Jeux olympiques. La sélection finale est annoncée le 5 juillet, marquée notamment par le forfait sur blessure de la meneuse titulaire Olivia Époupa, mal remise d'une blessure à la cheville droite contractée lors du match d'ouverture de l'Euro contre la Croatie :
| Poste      | Numéro | Joueuse                 | Naissance         | Taille | Matchs | Points | Club 2020-2021       |
| ---------- | ------ | ----------------------- | ----------------- | ------ | ------ | ------ | -------------------- |
| meneuse    | 4      | Marine Fauthoux         | 23 janvier 2001   | 1,73 m | 10     | 65     | Lyon                 |
| intérieure | 5      | Nwal-Endéné Miyem       | 15 mai 1988       | 1,88 m | 10     | 118    | Charleville-Mézières |
| ailière    | 6      | Alexia Chartereau       | 5 septembre 1998  | 1,89 m | 10     | 58     | Bourges              |
| intérieure | 7      | Sandrine Gruda          | 25 juin 1987      | 1,93 m | 10     | 131    | Schio                |
| intérieure | 8      | Helena Ciak             | 15 décembre 1989  | 1,95 m | 8      | 37     | Lyon                 |
| ailière    | 10     | Sarah Michel            | 10 janvier 1989   | 1,80 m | 10     | 25     | Bourges              |
| ailière    | 11     | Valériane Vukosavljević | 29 avril 1994     | 1,84 m | 10     | 38     | Basket Landes        |
| intérieure | 12     | Iliana Rupert           | 12 juillet 2001   | 1,91 m | 8      | 42     | Bourges              |
| arrière    | 15     | Gabby Williams          | 9 septembre 1996  | 1,80 m | 10     | 106    | Sopron               |
| arrière    | 23     | Marine Johannès         | 21 janvier 1995   | 1,77 m | 10     | 101    | Lyon                 |
| meneuse    | 39     | Alix Duchet             | 30 décembre 1997  | 1,63 m | 8      | 60     | Bourges              |
| ailière    | 93     | Diandra Tchatchouang    | 14 juin 1991      | 1,89 m | 5      | 8      | Lattes-Montpellier   |
| arrière    | 16     | Ana Tadić               | 21 septembre 1998 | 1,95 m | 0      | 0      | Tarbes               |
| arrière    | 32     | Tima Pouye              | 7 avril 1999      | 1,74 m | 2      | 0      | Charleville-Mézières |
| meneuse    | 0      | Olivia Époupa           | 30 avril 1994     | 1,65 m |        |        | Charnay-lès-Mâcon    |

- Entraîneuse : Valérie Garnier
- Assistants :  Olivier Lafargue, Grégory Halin, Rachid Meziane

| Date       | Lieu   | Adversaire | Score     | Compétition | Meilleure marqueuse (France)            |
| ---------- | ------ | ---------- | --------- | ----------- | --------------------------------------- |
| 8 juillet  | Malaga | Espagne    | D 61–72   | Préparation | Marine Johannès (15 points)             |
| 10 juillet | Paris  | Espagne    | V 80–75   | Préparation | Gabby Williams (17 points)              |
| 20 juillet | Oshino | Porto Rico | V 95–62   | Préparation | Helena Ciak, Gabby Williams (12 points) |
| 21 juillet | Oshino | Canada     | D 76–80ap | Préparation | Nwal-Endéné Miyem (19 points)           |

Lors de leur première rencontre de préparation en Espagne, les Bleues s'inclinent 72 à 61 contre des locales qui ont retrouvé Alba Torrens, absente du dernier Euro. Après un premier quart temps à l'avantage des ibères (15 à 16), les Françaises en fin de deuxième période grâce à un jeu rapide et virent en tête 34à 30. Dans la troisième période, Conde et Carrera permettent aux leurs de recoller au score (53-53). L'adresse espagnole en dernière période notamment de María Conde (14 points) creusent un écart décisif et les Françaises s’inclinent de 11 points, 72 à 61. Pour la revanche à Bercy, les Françaises jouent en lever de rideau de l'équipe masculine et l'emportent 80 à 75 même si l'adversaire s'était privé de Laura Gil, Cristina Ouviña, Silvia Domínguez et Astou Ndour. Appelée en renfort après la blessure d'Olivia Epoupa, Marine Fauthoux (15 points, 3 rebonds, 1 passe décisive et 2 interceptions) se montre très à son avantage et permet aux Bleues d'effectuer une bonne entame (23-14). Mais Alba Torrens ramène le score à parité 27 à 27. Un mauvais début de troisième quart contraint Valérie Garnier à prendre rapidement un temps mort et Gabby Williams (17 points) permet à la France de repartir de l'avant (68-58 puis 72-63) mais à 25 secondes du buzzer l'Espagne revient au contact (77-75). Deux lancers francs de Williams un contre de Sandrine Gruda assuraient cependant la victoire avant que l'équipe ne s'envole vers le Japon.
Au Japon, la France joue une première rencontre face à Porto Rico avec une entame difficile déplorée par Valérie Garnier : « On s’est mis en difficulté en encaissant 30 points au premier quart-temps. Et ensuite on en encaisse 35 le reste du match ». En première temps, les extérieures Jennifer O’Neill et Jazmon Gwathmey. Lors du deuxième quart temps, la France a un différentiel positif de 21 points. Valériane Vukosavljević à l'extérieur et Sandrine Gruda assuraient une large victoire 95 à 62. Contre le Canada, la France se montre intraitable en défense en première mi-temps (43-29) avec un trio Williams-Gruda-Miyem efficace. Face à Kia Nurse (25 points), Marine Johannès s'illustre par sa vision du jeu. Mais un pressing tout terrain canadien provoquait de nombreuses pertes de balles offrant des paniers faciles aux Canadiennes qui revenaient de 67-55 à 69-66 pour l'emporter 80 à 76.
| Date       | Lieu    | Adversaire | Score   | Compétition     | Meilleure marqueuse (France)  |
| ---------- | ------- | ---------- | ------- | --------------- | ----------------------------- |
| 27 juillet | Saitama | Japon      | D 70–74 | Premier tour    | Sandrine Gruda (18 points)    |
| 30 juillet | Saitama | Nigeria    | V 87–62 | Premier tour    | Sandrine Gruda (14 points)    |
| 2 août     | Saitama | États-Unis | D 82–93 | Premier tour    | Nwal-Endéné Miyem (15 points) |
| 4 août     | Saitama | Espagne    | V 67–64 | Quart de finale | Marine Johannès (18 points)   |
| 6 août     | Saitama | Japon      | D 71–87 | Demi-finale     | Sandrine Gruda (18 points)    |
| 7 août     | Saitama | Serbie     | V 91–76 | Troisième place | Gabby Williams (17 points)    |

Les Bleues connaissent une entrée en matière décevante avec une défaite face au Japon 74 à 70. Après un bon premier quart temps, les Japonaises commencent à imprimer leur rythme et sont dynamisées par les pénétrations d'Evelyn Mawuli. 

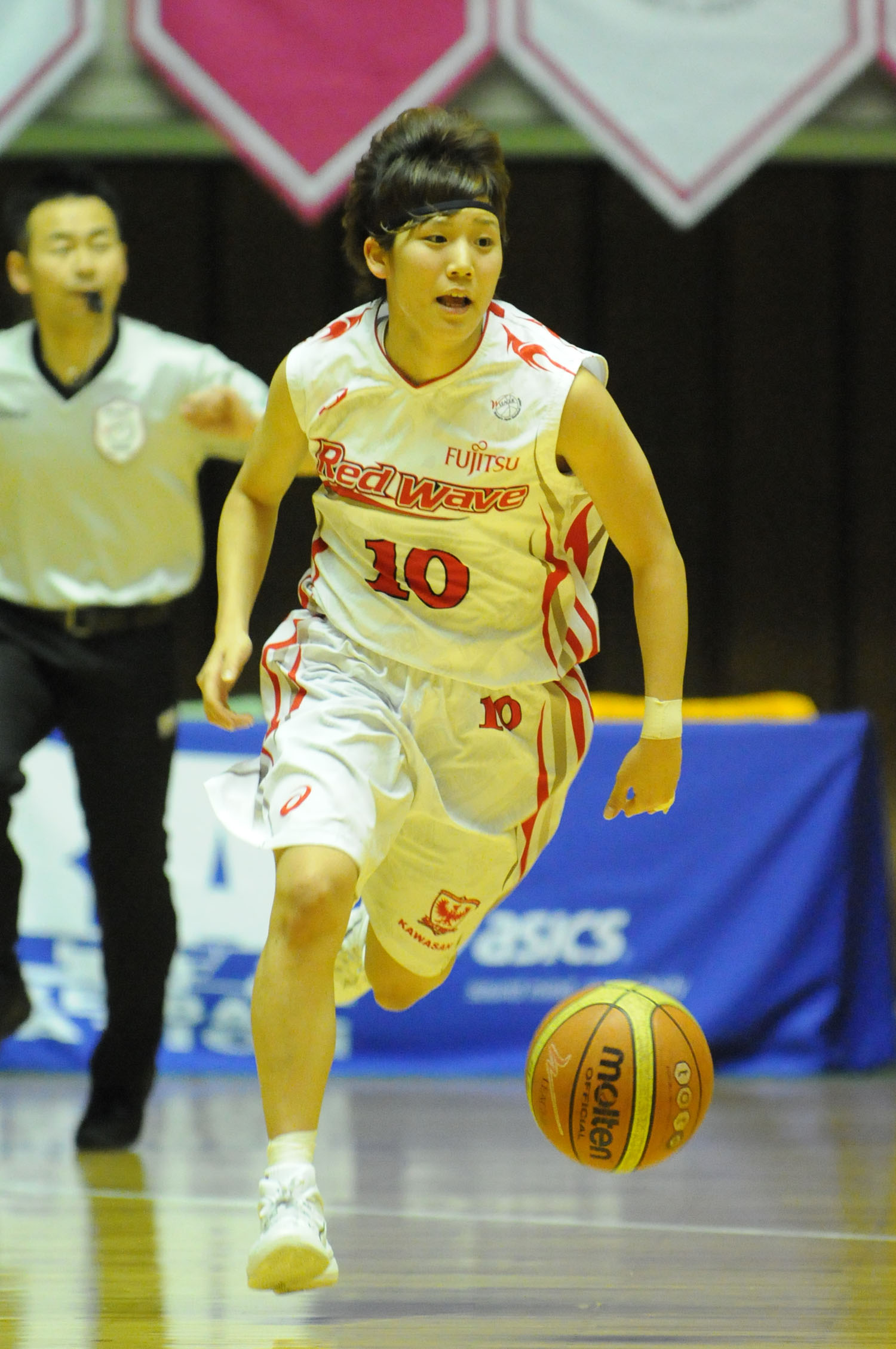
La japonaise Rui Machida malmène à deux reprises ses opposantes.

Des oublis défensifs des Françaises et le retour de leur adresse à trois points de leurs adversaires font que ce sont les hôtes qui mènent 36 à 34 à la mi-temps. Les Japonaises développent leur jeu rapide sous la direction de Rui Machida (7 points et 11 passes décisives) et avec l'adresse de Saki Hayashi (12 points). Les efforts de Sandrine Gruda (18 points et 9 rebonds) sont insuffisants malgré la défense et polyvalence de Gabby Williams (9 points, 4 rebonds et 5 passes décisives). Les Françaises réduisent un peu l'écart dans le dernier quart temps, mais Moeko Nagaoka (11 points) anéantit les derniers espoirs tricolores.
Les Bleues se reprennent (87-62) contre le Nigéria, mais une défaite de plus de 15 points contre les Américaines viendrait les éliminer sans appel. Bien en place en défense, les Françaises n'encaissent que 12 points dans le premier quart temps avec une Alix Duchet (11 points et 3 passes décisives) entreprenante. Très en vue des deux côtés du terrain, Gabby Williams (13 points à 4/10 aux tirs, 9 rebonds et 4 passes décisives) et les siennes permettent d'atteindre la mi-temps avec une avance confortable (44-27). Marine Johannès inscrit 8 de ses 13 points dans le troisième quart temps et délivre quatre passes, notamment pour une solide Sandrine Gruda (14 points à 7/14 de réussite aux tirs et 9 rebonds). Ayant  fait l'impasse sur la saison WNBA 2021, Gabby Williams devient un élément majeur de l'équipe lors du tournoi olympique « Je me sens plus à l’aise. Valérie Garnier me donne la liberté de jouer mon jeu. Et je m’amuse bien quand je joue avec mes coéquipières ». Valérie Garnier souligne qu'elle s’est bien intégrée : « elle était un peu discrète parce que c’est une joueuse d’équipe avant tout. Aujourd’hui elle prend la place légitime qu’elle doit avoir quand on voit son agressivité en attaque comme en défense ».
Après trois minutes après l’entre-deux initial, la France comptait sept points de retard (2-9) et Sandrine Gruda (12 point, 6 rebonds) devait regagner le banc avec deux fautes. Gabby Williams (10 points, 5 rebonds, 3 passes décisives, 6 interceptions) et Endy Miyem (15 points, 4 rebonds) sonnaient la révolte pour égaliser et Iliana Rupert (11 points, 2 rebonds) sortait du banc et multipliait les bons choix. Au rebond, dans les tirs extérieurs elle alimentait la marque alors que les Américaines, dominatrices près du cercle, peinaient à trouver la distance. Marine Johannès (11 points) se faisait remarquer avec 7 passes décisives mais Breanna Stewart (17 points, 7 rebonds,  7 passes décisives en 38 minutes de jeu) posait des problèmes à ses défenseuses si bien qu'à la pause les Américaines comptaient six points d'avance (44-50). Les Françaises réussissent à emporter le troisième quart temps 23 à 21. Malgré l'activité de Brittney Griner (11 points, 3 rebonds), le retour de Sandrine Gruda permet aux Bleues de résister. Valériane Vukosavljević donne même un court instant l'avantage aux Françaises (72-71), mais les Américaines réagissent par un 5-16, notamment avec A'ja Wilson (22 points à 9 sur 12, 7 rebonds) à l'intérieur et Tina Charles derrière les 6m75 (15 points avec un 3 sur 3 à trois points) qui mettait les Françaises en difficulté (77-87). Un panier primé d'Alexia Chartereau (10 points) redonnait un peu d'air et bien que défaite 82 à 93, la France préservait une différence de points lui permettant de figurer parmi les meilleurs troisièmes et de se qualifier pour les quarts de finale. Pour l'entraîneuse Valérie Garnier, « il fallait alterner les rythmes ce soir et j’avais demandé à jouer vite quand l’opportunité se présentait et sinon de les pousser à défendre longtemps. A la fin nous avons fait preuve à la fois de lucidité mais également de combativité »,,.

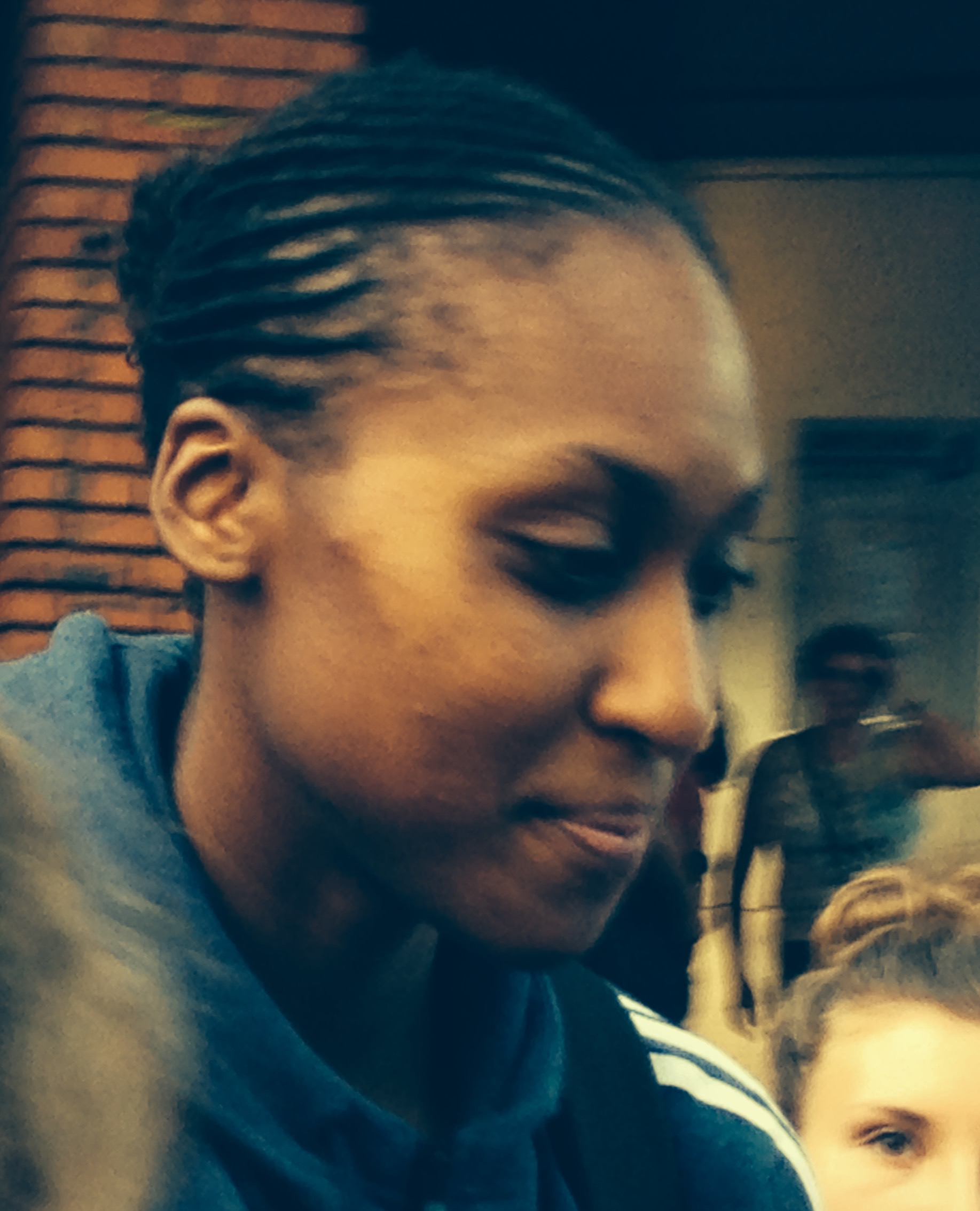
Sandrine Gruda est élue dans le meilleur cinq du tournoi.

Contre l'Espagne en quarts de finale, Gabby Williams (11 points, 3 rebonds et 4 passes décisives) lance bien la rencontre avec deux paniers primés alors qu'Alba Torrens (10 points à 3/9 aux tirs) écope rapidement de deux fautes et sortira avec la cinquième en moins de 20 minutes de temps de jeu. Face  aux expérimentées Cristina Ouviña (11 points mais à 3 tirs réussis sur 12, 5 rebonds et 3 passes décisives et Laia Palau (pas de point, 1 rebond, 1 passe décisive), Alix Duchet (8 points, 5 passes décisives) a bien dirigé le jeu malgré ses 23 ans. Au troisième quart-temps, les Françaises construisent une avance de 10 points (53-43) grâce à une défense agressive et intelligente et une balle en mouvement en attaque, avant de laisser fondre ce capital au quatrième et prennent même un point d'avance (57-58, 34'). Les Françaises ont été adroites (49 %) mais, par leur défense, elles ont contenu celle de l'Espagne (24/71 dont un 5/22 à trois points) et sans leurs 19 balles perdues, la victoire aurait été plus nette. 
Meilleure marqueuse de la partie face l'Espagne avec 18 points (8/16 aux tirs, 5 rebonds et 4 passes décisives), Marine Johannès inscrit un panier décisif à la limite des 24 secondes pour donner 3 points d'avance à la France à 23 secondes de la fin de la rencontre — qui se joue sur une perte de balle espagnole lors de leur dernière possession — et la victoire de la France 67 à 64, ce qui lui permet d'accéder aux demi-finales pour la troisième fois consécutive,,. Même contenue, la pivot Astou Ndour (16 points, 11 rebonds, 1 passe décisive, 2 interceptions, 1 contre) aura été la meilleure espagnole sur le terrain, mais elle explique avec modestie « Je ne suis pas triste pour moi, mais pour Laia [Palau qui prend sa retraite] car nous voulions gagner pour elle. En tant que groupe, nous n’avons pas assez montré de choses. Nous apprendrons de ces erreurs pour la prochaine génération » alors que Sandrine Gruda (6 points à 3 sur 4, 4 rebonds, 1 passe et 1 contre) explique la dynamique collective : « C’était fort en émotions. Tout mouvement, toute attitude peut être décisive. Quand elles sont repassées devant je me suis dit mais non, pas encore, pas ce soir, pas cette fois-ci. On était déterminé à ne pas laisser filer cette rencontre entre nos doigts. Nous sommes une équipe déterminée et dans un élan qui nous permet d’être soudées ». L'entraîneuse Valérie Garnier, elle explique que « le projet c’était de voler la confiance des Espagnoles. L’abnégation en défense, avoir une capacité de gérer les temps faibles, c’est ce qu’elles ont fait de manière exceptionnelle. Je pense que l’Espagne s’attendait à une petite équipe française qui plie, qui lâche à un moment donné. Il fallait montrer qu’on était toujours droites, toujours fortes. C’est ce qu’elles ont fait pendant 40 minutes ».
En demi-finales, la France retrouve le Japon qui l'avait battue lors du match d'ouverture. En réussite en début de rencontre, les Bleues réalisent un bon départ (22-14) malgré la vista de Rui Machida, puis leur adresse s'effrite alors que le jeu en mouvement des Japonaises leur permet de créer des failles dans la défense française (17 points à 7/9 pour Himawari Akaho).  Encore au contact à la pause (34-41), les Françaises se font irrémédiablement distancer dans le troisième quart-temps (46-61) forçant Valérie Garnier à demander un temps mort. Les hôtes affirment leur réussite à trois points (11/22), alors que Rui Machida cumule à elle seule 18 passes décisives et que les douze Japonaises marquent des points. Malgré une réaction d'orgueil menée par Marine Fauthoux (13 points en 17 minutes), la France n'arrive pas à faire douter son opposition et s'incline 71 à 87. Comme en phase de poules, Valérie Garnier maintient sur le terrain ses joueuses de grande taille, qui ont difficulté à défendre sur leurs homologues, ce qui permet aux Japonaises créer des décalages pour pénétrer dans les failles ou tirer démarquées à trois points. Malgré 18 points, Sandrine Gruda ne peut inverser le sort de la rencontre, alors qu'Endy Miyem (4 points à 2/7), Gabby Williams (4 points à 2/11) sont muselées. Le journaliste Pascal Legendre juge les Japonaises « juste formidables » et dont « l'entraîneur Thomas Hovasse a par ailleurs mis en place une stratégie qui a complètement paralysé les Bleues et leur coach. [Les Japonaises] sont en train de révolutionner le basket féminin. On peut être petites (1,76m de moyenne) et être TRES compétitives. Mais il en faut d’autres qualités pour compenser [comme] la technique individuelle, le QI basket, la vista, le shoot, derrière la ligne comme à bout portant »,,,. Pour Marine Fauthoux, « c’était dur d’accepter la défaite contre le Japon. Il n’y avait pas photo : si elles nous battent deux fois dans la même compétition, c’est qu’elles sont au-dessus. »
Pour le gain de la troisième place, la France retrouve la Serbie qui l'avait battu quelques semaines plus tôt en finale du championnat d'Europe. Des espaces concédés aux shooteuses serbes, et leur pressing agressif ont perturbé les Bleues (14-19 à la 8e minute) avant que Sandrine Gruda ne creuse l'écart avec 14 points, 3/3 aux tirs du champ et 8/8 aux lancers-francs, plus 3 rebonds sur ses 13 premières minutes de jeu, alors que Sonja Vasić n'avait marqué que trois points à la mi-temps. Avec leur capitaine Endy Miyem (16 points), les Bleues repassent devant juste avant la pause (43-40). Alix Duchet sortie pour souffler, Marine Fauthoux fait un troisième quart-temps remarqué avec 9 points (12 au total) en quelques minutes (à trois points, un flotteur, un panier sous le cercle avec effet dans la balle) avec une défense réussie sur la meilleure joueuse serbe, la naturalisée Yvonne Anderson (24 points et 5 rebonds). Gabby Williams était elle active dans tous les domaines (17 points, 8 rebonds, 4 passes décisives, 26 d’évaluation). Les Serbes tentent de revenir (67-56, 30e), mais elles semblent émoussées quand les Bleues font parfaitement circuler le ballon. L’écart grimpe à 19 points (78-69) à 4 minutes de la fin. Deux paniers avec la faute de Sonja Vasic et le pressing commandé par Marina Maljković permettent un rapproché à 78-71 à 3’38 de la fin, mais Marine Johannès et Gabby Williams creusent un dernier écart décisif (91–76) pour décrocher le bronze,,.
Quelques semaines après ce tournoi, la Fédération décide de ne pas renouveler le contrat de Valérie Garnier qui en huit ans avec les Bleues enregistre un bilan de 101 victoires pour seulement 32 défaites avec un bilan inégalé de 5 médailles, mais aussi 4 finales perdues aux championnats d'Europe et quelques revers comme l'échec en quarts de finale de la Coupe du Monde 2018 contre la Belgique ou en demi-finale olympique face au Japon.

## Qualifications pour le championnat d’Europe 2023
Huit poules de qualification sont désignés le 20 août 2021, la France étant l'une des nations têtes de série. Le mieux classé de chaque poule et certains meilleurs deuxièmes sont qualifiés. Les équipes des poules s'affrontent en matchs aller et retour lors de trois fenêtres internationales du 11 au 14 novembre 2021, du 24 au 27 novembre 2022 et du 24 au 27 février 2023. La France affrontera la Lituanie, Finlande  et l'Ukraine.
jus
Valérie Garnier non reconduite, en octobre 2021 Jean-Aimé Toupane est nommé entraîneur assisté de Cathy Melain. En vue des rencontres face à l'Ukraine le 11 novembre à Kiev puis face à la Lituanie le 14 novembre à Villeneuve-d'Ascq, il annonce une sélection de 15 noms, duquel celui de Marine Fauthoux est retranché au profit de Caroline Hériaud. Afin de pallier la blessure au genou d’Alix Duchet, Marie-Ève Paget est appelée pour la première fois en équipe de France sénior 5×5. Blessée début novembre, Olivia Époupa n'est pas remplacée.
Quelques minutes seulement avant le coup d’envoi de la première rencontre des qualifications, le nouveau sélectionneur annonce avoir choisi Sandrine Gruda comme nouvelle capitaine de l’équipe de France, qui succède ainsi à Nwal-Endéné Miyem ; Alexia Chartereau est, elle, désignée vice-capitaine.
| Poste      | Numéro | Joueuse           | Naissance         | Taille | Matchs | Points | Club 2021-2022       |
| ---------- | ------ | ----------------- | ----------------- | ------ | ------ | ------ | -------------------- |
| ailière    | 3      | Ornella Bankolé   | 17 septembre 1997 | 1,81 m | 1      | 0      | Roche Vendée         |
| intérieure | 5      | Nwal-Endéné Miyem | 15 mai 1988       | 1,88 m | 2      | 19     | Bourges              |
| ailière    | 6      | Alexia Chartereau | 5 septembre 1998  | 1,89 m | 2      | 11     | Lyon                 |
| intérieure | 7      | Sandrine Gruda    | 25 juin 1987      | 1,93 m | 2      | 16     | Schio                |
| ailière    | 10     | Sarah Michel      | 10 janvier 1989   | 1,80 m | 1      | 8      | Bourges              |
| intérieure | 12     | Iliana Rupert     | 12 juillet 2001   | 1,91 m | 2      | 13     | Bourges              |
| arrière    | 15     | Gabby Williams    | 9 septembre 1996  | 1,80 m | 2      | 14     | Sopron               |
| intérieure | 16     | Helena Ciak       | 15 décembre 1989  | 1,95 m | 1      | 4      | Lyon                 |
| arrière    | 23     | Marine Johannès   | 21 janvier 1995   | 1,77 m | 2      | 25     | Lyon                 |
| arrière    | 32     | Tima Pouye        | 7 avril 1999      | 1,74 m | 2      | 7      | Charleville-Mézières |
| intérieure | 33     | Aby Gaye          | 3 février 1995    | 1,95 m | 1      | 0      | Sopron               |
| meneuse    | 36     | Caroline Hériaud  | 22 décembre 1996  | 1,65 m | 2      | 6      | Villeneuve-d’Ascq    |
| arrière    | 44     | Mamignan Touré    | 19 décembre 1994  | 1,83 m | 2      | 18     | Lattes-Montpellier   |
| meneuse    | 74     | Marie-Ève Paget   | 28 novembre 1994  | 1,71 m | 2      | 13     | Basket Landes        |
| meneuse    | 0      | Olivia Époupa     | 30 avril 1994     | 1,65 m | 0      | 0      | Lattes-Montpellier   |
| meneuse    | 39     | Alix Duchet       | 30 décembre 1997  | 1,63 m | 0      | 0      | Bourges              |

- Entraîneur : Jean-Aimé Toupane
- Assistants :  Cathy Melain, David Gautier, Grégory Halin

| Date                                  | Lieu              | Adversaire | Score   | Compétition    | Meilleure marqueuse (France)  |
| ------------------------------------- | ----------------- | ---------- | ------- | -------------- | ----------------------------- |
| Du 7 au 10 novembre – Stage à l’INSEP |                   |            |         |                |                               |
| 11 novembre                           | Kiev              | Ukraine    | D 90–71 | Qualifications | Nwal-Endéné Miyem (16 points) |
| 14 novembre                           | Villeneuve-d'Ascq | Lituanie   | V 83–56 | Qualifications | Gabby Williams (14 points)    |

Les débuts sur le banc de Jean-Aimé Toupane sont éprouvants avec 54 points encaissés lors de la première mi-temps face à l'Ukraine où Alina Iahoupova (33 points avec un 6/9 à trois-points, 6 rebonds, 5 passes) entraîne dans son sillage Krystyna Filevytch (27 points, 5 rebonds), Tetiana Iourkevitchous (5 points, 19 rebonds) et Olha Doubrovina (8 points, 12 passes décisives). Ni la meilleure défenseuse de l'Euroligue Gabby Williams (0 point, 2 rebonds) ni Ornella Bankolé (0 point, 2 rebonds) ne peuvent stopper Iahoupova et le score est de 31 à 21 après 10 minutes. La réussite ukrainienne à trois points (10/16) fait gonfler l'écart à 54-27 à la pause malgré Endy Miyem (16 points, 2 rebonds). Sandrine Gruda (8 points, 7 rebonds) ne parvient à marquer son premier panier qu'en seconde mi-temps et réduire légèrement l'écart à 19 points (71 à 90),.
Privée de Justė Jocytė, la Lituanie de Kamilė Nacickaitė (20 points, 3 rebonds) est dominée par les Bleues qui provoquent 31 pertes de balle. Marine Johannès (13 points, 3 passes à la mi-temps) fait une entrée réussie pour créer un premier écart (22-15, 10e) et le faire passer à 42-28 à la mi-temps. Non retenue face à l'Ukraine, Sarah Michel se montrait précieuse avec 8 points, 5 interceptions et 1 contre. Gabby Williams (14 points, 3 rebonds, 3 passes) et Migna Touré (10 points), retrouvant leur adresse à 3 points, assuraient un matelas confortable (58-35, 26e), alors que le secteur intérieur composé de Sandrine Gruda (8 points, 5 rebonds), Helena Ciak (4 points, 5 rebonds) et Iliana Rupert (5 points, 3 rebonds) commençait à afficher sa supériorité. La jeune Tima Pouye (5 points) conclut la rencontre sur un panier avec le lancer-franc pour porter l'écart à 27 unités (83-56) et soigner la différence de points pour la dernière rencontre internationale de la saison et la première victoire du nouveau staff des Bleues,.